# Neurootologie
Die Neurootologie,  auch Otoneurologie genannt, ist ein Zweig der Otologie (Ohrenheilkunde), der sich mit den Teilen des Nervensystems befasst, die mit dem Ohr in Verbindung stehen, insbesondere mit dem Innenohr und den zugehörigen Hirnstammstrukturen.
Als Begründer der Neurootologie gilt der Mediziner Robert Bárány, der den nach ihm benannten Bárány-Test im Bárány-Stuhl erfand und 1906 die kalorische Reaktion des Innenohres, den kalorischen Nystagmus, entdeckte.
Neurootologie befasst sich mit der Ursachenaufklärung von Symptomen, bedingt durch die Schädigung von Hirnnerven. „Die Läsionen sind in der Schädelbasis und/oder in angrenzenden Strukturen zu suchen.“ Der Begriff Neurootologie fasst auch die Untersuchungstechniken sowie das Funktionswissen von Gehör, Gleichgewicht, Geruch, Geschmack sowie einigen Hirnnerven zusammen.
Im Jahr 1974 gründete Claus-Frenz Claussen in Bad Kissingen The International Neurootological and Equilibriometric Society.